# کاواتوره
کاواتوره (به ایتالیایی: Cavatore) یک کومونه در ایتالیا است که در استان آلساندریا واقع شده‌است.

## خصوصیات
کاواتوره ۱۰٫۴ کیلومترمربع مساحت و ۲۹۵ نفر جمعیت دارد.